# 塞斯拉赫
塞斯拉赫（德語：Seßlach，發音：[ˈzɛslax] ⓘ）是德国巴伐利亚州上弗兰肯行政区科堡县的城市，面积72.53平方千米，2023年12月31日人口为3,942人。